# Замбия на летних Олимпийских играх 1984
Замбия принимала участие в Летних Олимпийских играх 1984 года в Лос-Анджелесе (США) в пятый раз за свою историю, и завоевала одну бронзовую медаль. Это первая олимпийская медаль сборной Замбии.

## Бронза
- Бокс, мужчины — Кит Мвила.